# Katja Višnar
Katja Višnar, née le 21 mars 1984 à Bled, est une fondeuse slovène. Elle remporte la médaille d'argent du sprint par équipes aux Championnats du monde 2019 et monte sur trois podiums dans des sprints en Coupe du monde.

## Carrière
Elle fait ses débuts en Coupe du monde en 2006 et remporte son premier podium en épreuve individuelle (2e place) le 5 février 2011 à Rybinsk (Russie). En février 2013, lors du sprint des Championnats du monde de Val di Fiemme, elle échoue de peu pour la médaille de bronze en terminant quatrième.
Aux Jeux olympiques, elle se classe respectivement 16e, 9e et 16e en sprint lors des éditions 2010, 2014 et 2018. Son meilleur résultat par équipes est huitième sur le relais en 2018 à Pyeongchang.

## Palmarès

### Jeux olympiques
| Épreuve / Édition   | Sprint                           | Sprint                           | 10 km                            | 10 km                            | Skiathlon 2 × 7,5 km | 30 km | Relais | Relais   |
| Épreuve / Édition   | libre                            | classique                        | libre                            | classique                        | Skiathlon 2 × 7,5 km | 30 km | Sprint | 4 × 5 km |
| JO 2010 Vancouver   | Épreuve inexistante à cette date | 16e                              | —                                | Épreuve inexistante à cette date | —                    | —     | 10e    | 14e      |
| JO 2014 Sotchi      | 9e                               | Épreuve inexistante à cette date | Épreuve inexistante à cette date | 54e                              | —                    | —     | 10e    | 11e      |
| JO 2018 Pyeongchang | Épreuve inexistante à cette date | 16e                              | —                                | Épreuve inexistante à cette date | —                    | -     | -      | 8e       |

Légende :
- : pas d'épreuve
- — : Non disputée par la fondeuse

### Championnats du monde
| Édition \ Épreuve  | Sprint classique                 | Sprint libre                     | 10 km | Sprint par équipes       | Relais 4 × 5 km |
| ------------------ | -------------------------------- | -------------------------------- | ----- | ------------------------ | --------------- |
| Sapporo 2007       | 38e                              | Épreuve inexistante à cette date | 66e   | —                        | —               |
| Liberec 2009       | Épreuve inexistante à cette date | 26e                              | —     | —                        | —               |
| Oslo 2011          | Épreuve inexistante à cette date | 21e                              | —     | 5e                       | —               |
| Val di Fiemme 2013 | 4e                               | Épreuve inexistante à cette date | —     | 6e                       | 14e             |
| Falun 2015         | 11e                              | Épreuve inexistante à cette date | 36e   | 9e                       | 10e             |
| Lahti 2017         | Épreuve inexistante à cette date | 21e                              | 46e   | 8e                       | 13e             |
| Seefeld 2019       | Épreuve inexistante à cette date | 26e                              | —     | Médaille d'argent, monde | 9e              |

### Coupe du monde
- Meilleur classement général : 22e en 2014.
- Meilleur classement en sprint : 6e en 2014 et 2015.
- 3 podiums en épreuve individuelle : 3 deuxième places.
- 1 podium en épreuve par équipes.

#### Classements en Coupe du monde
| Année     | Classement général final | Classement sprint | Classement distance |
| 2006-2007 | 101e                     | 70e               |                     |
| 2007-2008 | 55e                      | 39e               |                     |
| 2008-2009 | 63e                      | 40e               |                     |
| 2009-2010 | 44e                      | 11e               |                     |
| 2010-2011 | 30e                      | 8e                |                     |
| 2011-2012 | 35e                      | 13e               |                     |
| 2012-2013 | 40e                      | 14e               |                     |
| 2013-2014 | 22e                      | 6e                | 82e                 |
| 2014-2015 | 25e                      | 6e                |                     |
| 2016-2017 | 39e                      | 16e               |                     |
| 2017-2018 | 46e                      | 16e               |                     |
| 2018-2019 | 32e                      | 13e               |                     |
| 2019-2020 | 46e                      | 18e               |                     |

### Championnats du monde de rollerski
- Médaille de bronze sur le sprint en 2011.

### Coupe OPA
- 2 podiums, dont 1 victoire.